# Zwartmaskerpitpit
De zwartmaskerpitpit (Dacnis lineata) is een zangvogel uit de familie Thraupidae (tangaren).

## Verspreiding en leefgebied
Deze soort komt voor van Colombia (oostelijk van de Andes) tot noordelijk Bolivia en amazonisch Brazilië.